# László Benedek
László Benedek (* 5. März 1905 in Budapest; † 11. März 1992 in New York) war ein ungarisch-US-amerikanischer Filmregisseur.

## Leben
Benedek arbeitete zunächst als Drehbuchautor und Schnittmeister beim ungarischen und österreichischen Film (Csibi, der Fratz oder Er und sein Diener). Der US-amerikanische Filmproduzent Louis B. Mayer half dem jüdischen Filmschaffenden vor dem sich abzeichnenden Zweiten Weltkrieg bei der Flucht aus Ungarn in die USA, wo er 1937 eintraf. Mayer holte ihn nach Hollywood und gab ihm 1944 die Chance, erstmals bei einem Film Regie zu führen. Seinen Durchbruch hatte Benedek 1951 mit der Verfilmung von Arthur Millers Theaterstück Tod eines Handlungsreisenden mit Fredric March in der Rolle des Willy Loman. 1952 wurde er für diesen Film als bester Regisseur mit dem Golden Globe Award ausgezeichnet. 1953 sorgte er mit seinem Jugendrockerfilm Der Wilde, bei dem Marlon Brando die Hauptrolle spielte, für einen Skandal. Die öffentliche Vorführung des Films wurde in Großbritannien sogar verboten und blieb es bis 1968. Dennoch war der Film sein erfolgreichster an der Kinokasse. 
Benedek sprach mehrere Sprachen und arbeitete als Regisseur auch in Deutschland und in Frankreich. In den 1960er-Jahren drehte er hauptsächlich Episoden für Fernsehserien.

## Filmografie (Auswahl)
- 1948: Ein Bandit zum Küssen (The Kissing Bandit)
- 1949: Rauschgiftbrigade (Port of New York)
- 1951: Der Tod eines Handlungsreisenden (Death of a Salesman)
- 1952: Sturm über Tibet (Storm Over Tibet) (Produktion)
- 1953: Der Wilde (The Wild One)
- 1954: Gewehre für Bengali (Bengal Brigade)
- 1955: Kinder, Mütter und ein General
- 1960: Malaga (Moment of Danger)
- 1966: Namu, der Raubwal (Namu, the Killer Whale)
- 1968: Die Tollkühnen (Daring Game)
- 1971: Der unheimliche Besucher (The Night Visitor)